# Texán (Cansahcab)
Texán es una localidad, comisaría del municipio de Cansahcab en el estado de Yucatán localizado en el sureste de México.

## Toponimia
El nombre (Texán) proviene del idioma maya.

## Demografía
Según el censo de 2005 realizado por el INEGI, la población de la localidad era de 0 habitantes.
| 32                          | 17 | 4 | 1 | 0 | 0 | 0 | 0 | 0 | 0 | 0 | 0 | 0 |
| (Fuente: INEGI [Consultar]) |    |   |   |   |   |   |   |   |   |   |   |   |

## Galería

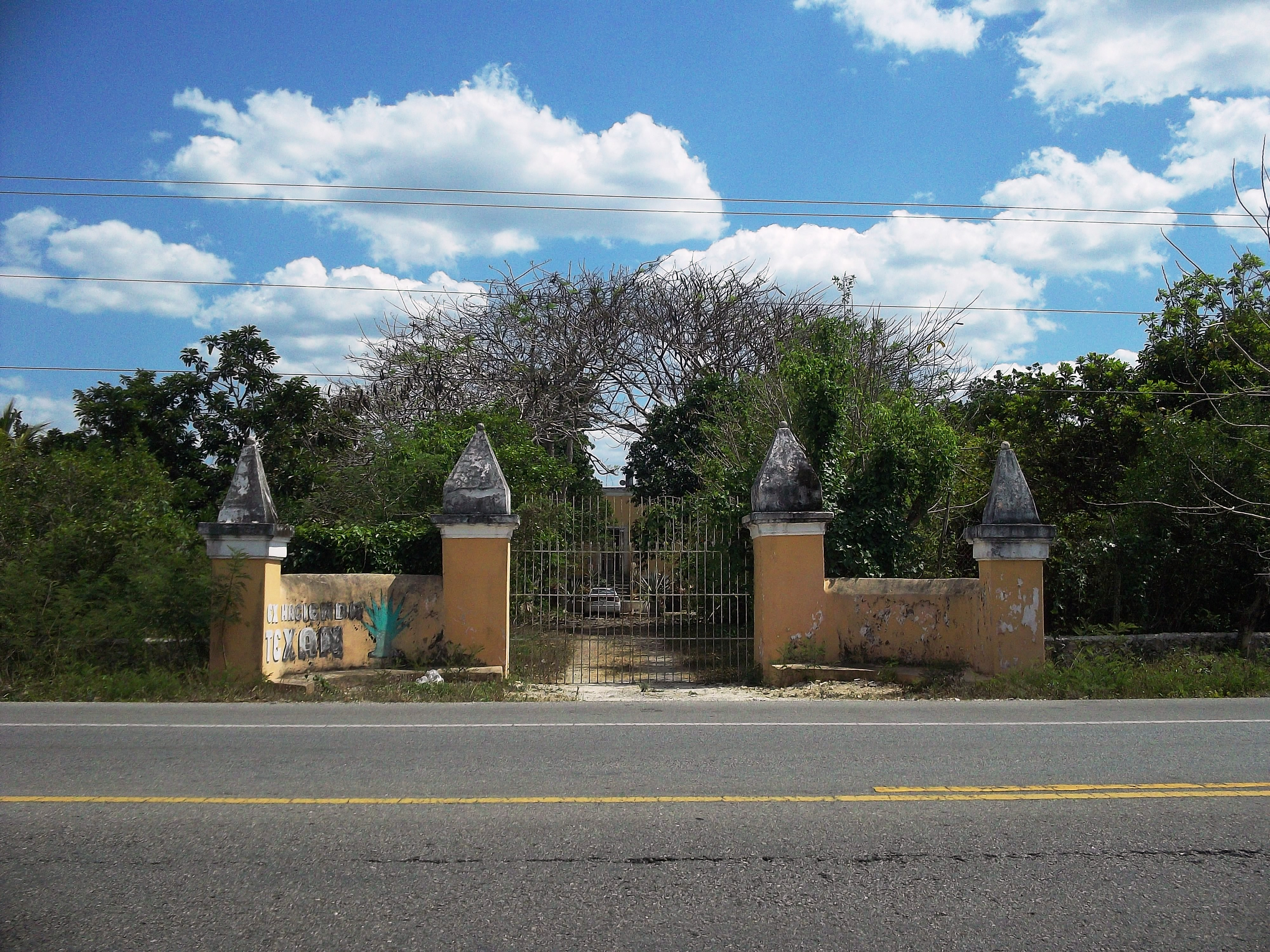
Entrada a Texán.